# Matino
Matino ist eine südostitalienische Gemeinde.

## Geografie
Matino hat 10.875 Einwohner (Stand 31. Dezember 2023). Es liegt in der Provinz Lecce in Apulien, etwa 36 Kilometer südlich der Stadt Lecce.

## Geschichte
Seit 2002 ist Matino eine Stadt.

## Wirtschaft und Verkehr
Um Matino wird insbesondere die rote Negroamaro als Traube angebaut, um dann als Matino rosso oder Matino rosato abgefüllt zu werden.
Der Bahnhof von Matino liegt an der Bahnstrecke Novoli–Gagliano Leuca.

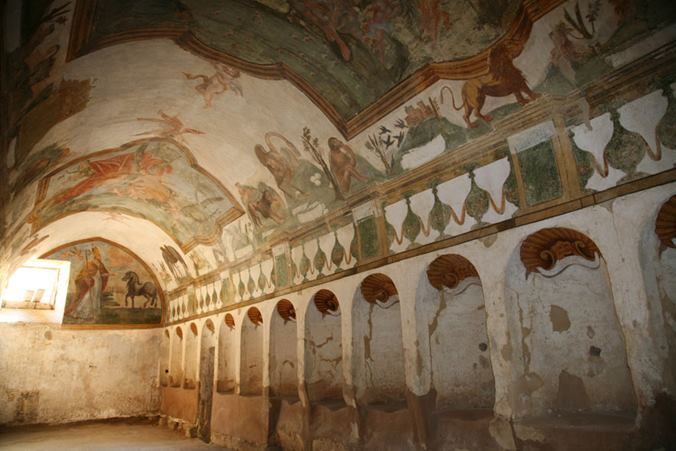
Palazzo Del Tufo

## Gemeindepartnerschaft
- Niederbipp, Kanton Bern

## Sport
In Matino besteht eine erfolgreiche Baseball-Mannschaft. 2009 war die Stadt Austragungsort der Finalrunde der Baseball-Weltmeisterschaft.